# Строги природни резерват Косовски божур — Газиместан
Строги природни резерват Косовски божур — Газиместан је станиште аутохтоног косовског божура (Paeonia decora), терцијарног реликта и природне реткости која се налази на списку Уредба о заштити природних реткости („Службени гласник Републике Србије“, бр. 50/93, 93/93). Резерват се налази на територији општине Обилић на Косову и Метохији, проглашен за резерват природе 1950. године, на површини од 12 ha.

## Значај и симболика косовског божура
Поред великог значаја за очување биолошке разноврсности Србије, косовски божур има изузетан симболички значај у културном, духовном и историјском наслеђу Срба. Мит о косовском божуру који се провлачи кроз народну поезију, веровања и обичаје, има посебну улогу у очувању колективне свести српског народа као део легенде о крви Косовских јунака преточеној у цвет, симбол родољубља и свесног жртвовања.
На Газиместану се осим косовског божура налазе и друге значајне биљне врсте. То су балкански ендемити - издатљивица (Hypericum rumelicum), жути шафран (Crocus moesiacus) и дивљи јечам (Hordeum leporium), као и терцијарни реликти и природне реткости - гороцвет (Adonis vernalis) и степски бадемић (Prunus tenella).
Резерват насељавају бројне животињске врсте од којих су најзначајније природне реткости - кратконоги гуштер (Ablepharus kitaibelii), степски дрволаз (Elaphe longissima), бакарна змија (Coronella austriaca), обична ветрушка (Falco tinnunculus), голуб пећинар (Columbia livia), гавран (Corvus corax), гачац (Corvus frugilegus), дивља гуска (Anser anser) и обична кртица (Talpa europaea).
Газиместан има непроцењиву вредност и као географски простор који представља најзначајније историјско место српског народа и његово духовно средиште на коме се налазе споменик Косовским јунацима, мермерни стуб са стиховима деспота Стефана Лазаревића и турбе три барјактара, тако да Газиместан има велики значај и као меморијално-споменички комплекс.

## Решење - акт о оснивању
Решење број 26 - Завод за заштиту и научни проучавање природних реткости НР Србије.